# Atletika na Letních olympijských hrách 1920 – 400 metrů muži
 Běh na 400 metrů mužů na Letních olympijských hrách 1920 se uskutečnil 19. srpna a 20. srpna v Antverpách.

## Výsledky finálového běhu
| *                | jméno                | země                   | čas  |
| ---------------- | -------------------- | ---------------------- | ---- |
| Zlatá medaile    | Bevil Rudd           | Jihoafrická unie       | 49,6 |
| Stříbrná medaile | Guy Butler           | Velká Británie         | 49,9 |
| Bronzová medaile | Nils Engdahl         | Švédsko                | 49,9 |
| 4                | Frank Shea           | Spojené státy americké | 49,9 |
| 5                | John Ainsworth-Davis | Velká Británie         | 50,0 |
| 6                | Henry Dafel          | Jihoafrická unie       | 50,1 |